# Navahondilla
Navahondilla és un municipi de la província d'Àvila, a la comunitat autònoma de Castella i Lleó. Està a 8 km dels Toros de Guisando i limita amb El Tiemblo, Cadalso de los Vidrios, Rozas de Puerto Real i San Martín de Valdeiglesias.

## Història
Navahondilla va ser probablement poblada per primera vegada pels vetons, un poble el testimoniatge del qual més representatiu són els Toros de Guisando. La fundació de Navahondilla probablement es remunta a la reconquesta de la zona per part d'Alfons VI que es va culminar amb la presa de Cadalso de los Vidrios el 1082 i de Toledo el 1085 i després de la qual es va passar a repoblar la zona de la vall de l'Alberche i del Tiétar.
Navahondilla és nomenada per primera vegada en un document d'Alfons X el Savi datat el 5 de març de 1261. Des de la seva fundació va formar part de la província de Toledo sota les jurisdiccions d'Escalona i Cadalso fins que el 30 de novembre de 1833, per Reial Decret, va passar de llogaret toledana a municipi abulenc amb jurisdicció i ajuntament propi.